# Distrito de Morang
El distrito de Morang es uno de los seis distritos que conforman la Zona de Kosi, en Nepal.

## Comités de desarrollo rural
En el distrito se encuentran los siguientes comités de desarrollo rural:
- Amaibariyati
- Amardaha
- Amgachhi
- Babiya Birta
- Bahuni
- Bairban
- Banigama
- Baradanga
- Bayarban
- Belbari
- Bhaudaha
- Bhogateni
- Biratnagar
- Budhanagar
- Dainiya
- Dangihat
- Dangraha
- Darbairiya
- Drabesh
- Dulari
- Govindapur
- Haraicha
- Hasandaha
- Hathimudha
- Hoklabari
- Indrapur
- Itahara
- Jante
- Jhapa Baijanathpur
- Jhorahat
- Jhurkiya
- Kadamaha
- Kaseni
- Katahari
- Kathamaha
- Kerabari
- Keron
- Lakhantari
- Letang
- Madhumalla
- Mahadeva
- Majhare
- Matigachha
- Motipur
- Mrigauliya
- Necha
- Pathari
- Patigaun
- Pokhariya
- Rajghat
- Ramite Khola
- Rangeli
- Sanischare
- Sidharaha
- Sijuwa
- Sinhadevi Sombare
- Sisabanibadahara
- Sisawanijahada
- Sorabhaj
- Sundarpur
- Takuwa
- Tandi
- Tankisinuwari
- Tetariya
- Thalaha
- Urlabari
- Warangi
- Yangshila